# Epilobium davuricum
Epilobium davuricum là một loài thực vật có hoa trong họ Anh thảo chiều. Loài này được Fisch. ex Hornem. mô tả khoa học đầu tiên năm 1819.